# Marine togolaise
La Marine du Togo est relativement réduite mais opérationnelle pour surveiller ses 55 km de côtes. Toutes les unités navigantes sont basées au Port Autonome de Lomé (PAL).
Depuis 2016, le Chef d'État-Major de la Marine est le capitaine de frégate Atatoum Babaté.

## Équipement

### Patrouilleurs
- 4 patrouilleurs[3] : Le Kara (P761), le Agou (P763)' le Oti (P764), le Fazao (P765)
- Déplacement : 80 tonnes. Équipage : 18 marins - Armement : 1 x 40mm Bofors + 1 x 20mm.
- Le Kara est en activité depuis 1976, un patrouilleur identique fut désarmé en 2014 : le Mono. Le Agou et l'Oti sont arrivés dans la flotte en 2014 et le Fazao en 2017.

### Vedettes
- 4 embarcations de type Defender (en)[4]:
  - Déplacement : 2,7 t. - Longueur : 9m. - Vitesse maximale : 46 nœuds - Équipage : 4 marins - Armement (optionnel) : 2x7,62mm.
  - Ces embarcations furent offertes par les États-Unis et remises à la marine togolaise le 29 janvier 2010[5] dans le cadre de coopération de l'Africom.
- 1 vedette d’interception côtière: la Mô, acquise en 2020.

### Embarcations rapides
Quatre embarcations rapides furent acquises en 2020 : 
- 2 embarcations rapides de type Guardian 9.5 M.
- 2 embarcations rapides de type ETRACO.

## Sources
- Quid, éditions 1991 et 2003.